# Richard Ford (hispanista)

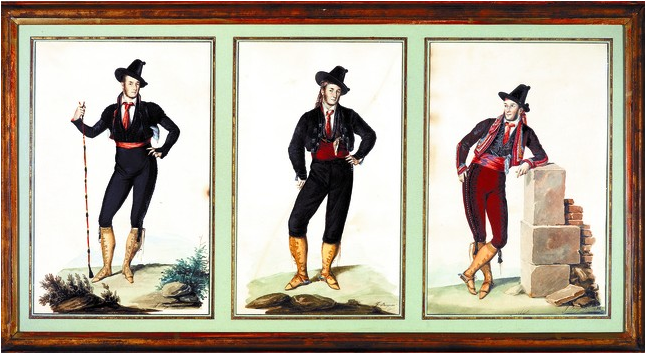
José Domínguez Bécquer, Richard Ford como majo serio, 1832.

Richard Ford (Londres, 21 de abril de 1796 - Heavitree, pueblo y hoy barrio de Exeter, Devon, 31 de agosto de 1858) fue un viajero, dibujante e hispanista inglés.

## Biografía
Era hijo de una conocida artista, Marianne Booth (1767-1849), rica heredera de su padre Benjamin Booth, director de la Compañía Británica de las Indias Orientales y gran coleccionista de arte, y del abogado y parlamentario Richard Ford (1758-1806). Su hijo tomaría el nombre y los estudios del padre y la afición al dibujo y al arte de la madre. Se graduó en el Trinity College de Oxford en 1817, pero nunca llegó a ejercer como abogado. Tras obtener su título, realizó el habitual grand tour o viaje de formación por Europa que solían realizar las clases altas tras graduarse y estuvo en Alemania y Austria. Llegó el doce de octubre de 1817 a Viena y allí llegó a encontrarse con Beethoven el 28 de noviembre. El compositor recibió al joven muy amistosamente y le hizo el regalo de un retrato suyo; además le dedicó un pequeño allegretto para cuarteto de cuerdas en si menor. Esta pequeña obra permaneció largo tiempo desaparecida, pero se volvió a encontrar el 8 de diciembre de 1999 cuando apareció a subasta en Sotheby’s suscitando sorpresa y maravilla entre los especialistas; hoy se conserva en la Bibliotheca Bodmeriana de Colonia.
Ford se dedicó después a colaborar como periodista y dibujante en varias publicaciones de Londres, entre ellas el Quarterly Review; en 1824 se casó con Harriet Capel, una hija del conde de Essex. De ella tendrá seis hijos hasta su fallecimiento en 1837; solo le sobrevivirán tres: dos hijas y un hijo, el futuro diplomático Sir Francis Clare Ford. Sin excesivos problemas económicos a causa de haber heredado la cuantiosa fortuna y colección de arte de su acaudalada madre, en ese mismo año de 1837 Richard se comprometió con Eliza Cranstoun, hermana del décimo señor de Cranstoun y se casó con ella el 28 de febrero de 1838; con ella tuvo otra hija más, Margaret "Meta" Ford, nacida en octubre de 1840. Fallecida Eliza en 1849, en 1851 Ford se volvió a casar en terceras nupcias con Mary Molesworth (1816-1910), a la que legó su gran colección de arte. 
En 1830, se trasladó a España a causa de la precaria salud de su primera esposa, que hacía preciso un cambio de clima. Allí pasó cuatro años, fijando su residencia en Sevilla y en el palacio del Generalife de Granada. Desde allí hizo distintos viajes por toda la Península en compañía de arrieros y vestido como un natural, frecuentando siempre las clases bajas y criticando acerbamente la corrupción y el mal gobierno del país; "el pueblo español es muy superior a sus dirigentes y clases altas", escribió; aprovechó además para elaborar más de 500 dibujos. Quedó enamorado de las costumbres hispánicas y hasta su muerte vistió como un español; en una necrológica aparecida en 1858, se describe a Ford vestido “con su chaqueta de piel negra de oveja española”. En 1832 lo pintó el padre del poeta Gustavo Adolfo Bécquer, José Domínguez.
A su vuelta a Inglaterra en 1833 se instaló en Exeter y construyó una residencia en estilo neomudéjar que recordaba al Generalife y sus jardines; allí albergó una gran biblioteca de libros en español que había reunido para estudiar a partir de 1837 la historia y costumbres de este país, labor a la que quiso consagrar su vida. Asimismo publicó numerosos artículos eruditos, siempre sobre asuntos y temas españoles.
Y fue un artículo suyo de 1840 sobre la fiesta de los toros el que lo puso en contacto con el editor Murray, por entonces inmerso en la publicación una serie de guías turísticas sobre los distintos países de Europa bajo el título de Handbooks. 

## Libros
Ford aceptó gustoso el encargo del editor de escribir sobre España. Como resultado de esta participación, en 1844 vio la luz A Handbook for Travellers in Spain and Readers at Home (Manual para viajeros por España y lectores en casa), una confrontación crítica de los tópicos que sobre España había puesto en circulación el Romanticismo con la realidad del país; el éxito fue total y se reimprimió varias veces. 
En 1846, publicó con material no incluido en su Handbook for Travellers in Spain and Readers at Home (Manual para viajeros por España y lectores en casa) el libro Gathering from Spain (Cosas de España: el país de lo imprevisto ), un libro pintoresco con detalles y anécdotas muy curiosas de Andalucía, y en 1852 redactó los textos de Tauromachia, or, the Bull-Fights of Spain: illustrated by twenty-six plates representing the most remarkable incidents and scenes in the arenas of Madrid, Seville, and Cadiz, Londres, J. Hogarth, 1852, colección de veintiséis láminas de William Lake Price. 
Todas recogen y amplían aspectos del Manual para viajeros en España.